# شمس‌آباد (قلعه‌نو)
شمس‌آباد یک روستا در ایران است که در بخش قلعه‌نو شهرستان ری در استان تهران واقع شده‌است.

## جمعیت
این روستا در دهستان قلعه نو قرار دارد و براساس سرشماری مرکز آمار ایران در سال ۱۳۸۵، جمعیت آن ۲۹ نفر (۱۲ خانوار) بوده‌است.